# Zewenerbach
Der Zewenerbach ist ein linker Zufluss der Mosel in Trier-Zewen, Rheinland-Pfalz. Er hat eine Länge von 4,107 Kilometern, ein Wassereinzugsgebiet von 4,414 Quadratkilometern und die Fließgewässerkennziffer 26512.

## Geographie

### Verlauf
Der 'Zewenerbach entspringt auf einer Höhe von etwa 339 m ü. NHN  bei der Trierer Ortschaft Herresthal.
Er fließt zunächst in südlicher Richtung durch ein enges Tal und dann durch den Trierer Stadtteil Zewen. Dort verschwindet er auf der Höhe der Meierstraße  verrohrt in den Untergrund.
Er läuft danach unterirdisch durch Oberkirch, taucht dort südlich der Kirche wieder an der Oberfläche auf und mündet schließlich auf einer Höhe von 131,1 m ü. NHN von links in die Mosel.
Der 4,11 km lange Lauf des Zewenerbachs endet ungefähr 208 Höhenmeter unterhalb des Ursprungs seiner Quelle, er hat somit ein mittleres Sohlgefälle von etwa 51 ‰.

### Einzugsgebiet
Das 4,41 km² große Einzugsgebiet des Zewenerbachs liegt im Gutland und im Moseltal und wird durch ihn über die Mosel und den Rhein zur Nordsee entwässert.
Es grenzt
- im Nordosten und Osten an das Einzugsgebiet des Eurenerbachs, der in die Mosel mündet;
- im Westen an das des Moselzuflusses Stubach und
- im Nordwesten an das des Stegbachs, der über die Sauer in die Mosel entwässert.

Der nördlich Bereich des Einzugsgebiets ist zum großen Teil bewaldet, im Süden dominieren landwirtschaftliche Flächen und Siedlungsgebiete.